# Goździków (województwo mazowieckie)
Goździków – wieś w Polsce położona w województwie mazowieckim, w powiecie przysuskim, w gminie Gielniów. Ma status sołectwa.
| SIMC    | Nazwa    | Rodzaj    |
| ------- | -------- | --------- |
| 0618846 | Łazienki | część wsi |
| 0618852 | Stawina  | część wsi |
| 0618869 | Stoki    | część wsi |

Prywatna wieś szlachecka, położona była w drugiej połowie XVI wieku w powiecie radomskim województwa sandomierskiego.
Do 1954 roku siedziba gminy Goździków. W latach 1954–1972 wieś należała i była siedzibą władz gromady Goździków. W latach 1975–1998 miejscowość administracyjnie należała do województwa radomskiego.
Wierni Kościoła rzymskokatolickiego należą do parafii Nawiedzenia Najświętszej Maryi Panny w Smogorzowie.